# Локалитет Трап
Локалитет Трап је археолошки локалитет из римског периода где су пронађени остаци опеке, који се налази на заравњеном терену северно од локалитета Градац, у продужетку старог и новог гробља у Конопници, општина Власотинце.

## Регистар непокретних културних добара
Локалитет Трап је уписан у регистар Непокретних културних добара на територији општине Власотинце 20. марта 1986. године на основу решења о заштити Завода за заштиту и научно проучавање споменика културе НР Србије бр. 264/50 од 14. марта 1950. Редни број у локалном регистру је АН 06, у централном регистру АН 051.

## Опис локалитета и пронађених налаза
На локалитету Трап су пронађени остаци мањег римског утврђена. Простор је до данас остао недовољно истражен. Терен се стрмо спушта у равницу на истоку и на западу, а цео плато је прекривен фрагментима римске опеке.
Године 1976. након отварања једне сонде мањих димензија откривен је масивни зид са испустима правца север-југ који је зидан од опеке са дебљим слојем малтера дебљине 6 цм беличасте боје. Остаци људских костију су пронађени у северном делу сонде. Слој који је пронађен се састојао од грађевинског шута са доста гарежи, посебно у источном делу сонде. У северном делу су пронађене фрагментоване људске кости.